# USS LST-718
O USS LST-718 foi um navio de guerra norte-americano da classe LST que operou durante a Segunda Guerra Mundial.